# 愛知県道207号定光寺山脇線
愛知県道207号定光寺山脇線（あいちけんどう207ごう じょうこうじやまわきせん）は、愛知県瀬戸市にある一般県道である。

## 概要
瀬戸市北部の定光寺町から瀬戸市中心部を最短距離で結ぶ道路であるが、全体的に幅員は狭いため、車での通行には注意が必要。特に、西印所町や背戸側町付近には「大型車通り抜け・Uターンできません」の看板が並び、迂回を誘導される。実際に、記念橋北交差点の北方350mは大型貨物通行禁止になっており、大型車は通り抜けることはできない。

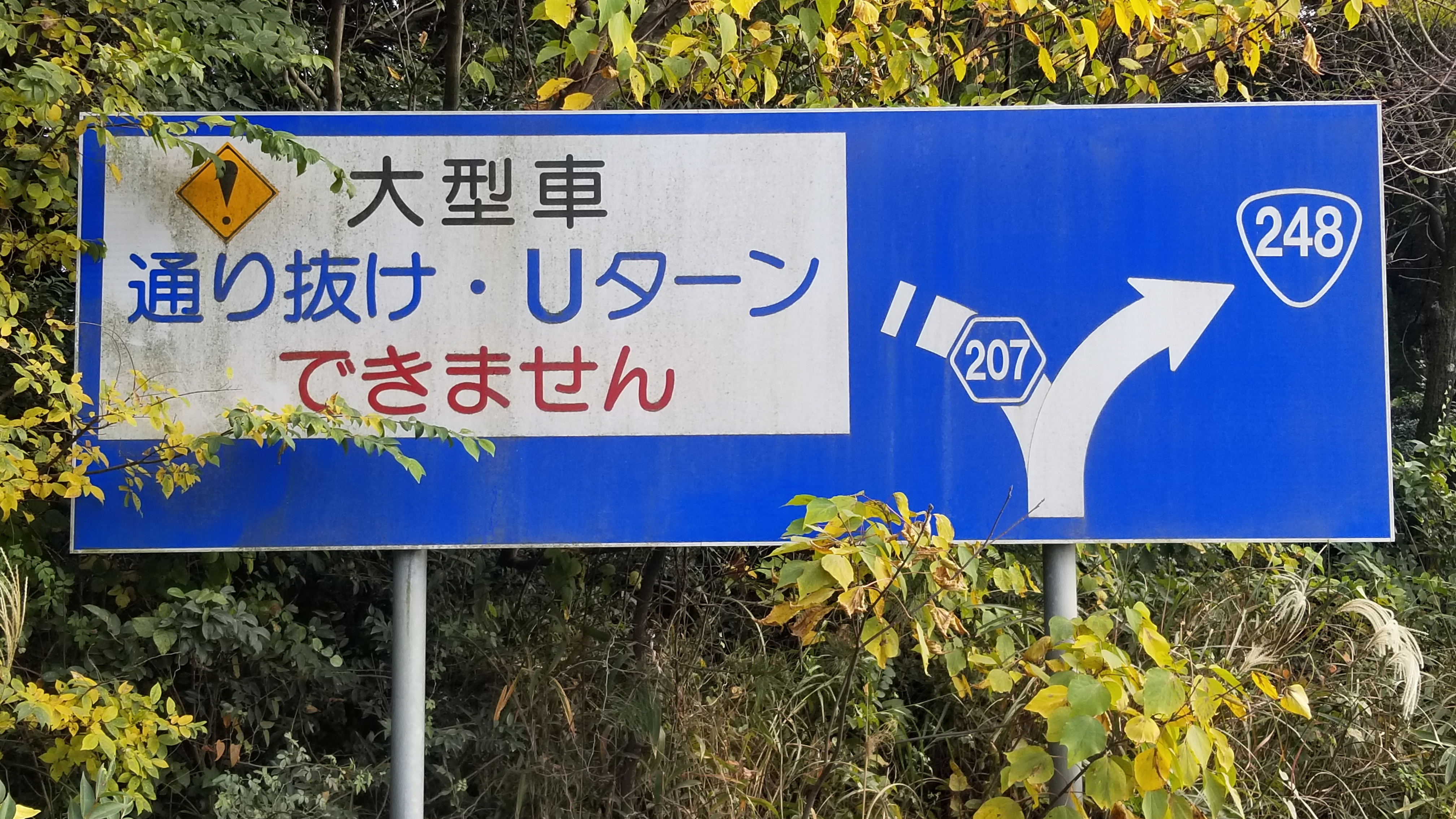
迂回を誘導される看板

### 路線データ
- 起点：愛知県瀬戸市定光寺町（定光寺町交差点）
- 終点：愛知県瀬戸市山脇町（瀬戸橋交差点）

## 地理

### 通過する自治体
- 愛知県
  - 瀬戸市

### 交差する道路
- 愛知県道61号名古屋瀬戸線
- 愛知県道205号下半田川春日井線
- 愛知県道208号上半田川名古屋線
- 愛知県道210号中水野品野線
- 国道155号
- 国道248号（国道155号と重複）
- 国道363号（国道248号と重複）

### 沿線
- 定光寺
- 定光寺公園
- 穴田企業団地
- 窯神神社
- 深川神社
- 名鉄瀬戸線 尾張瀬戸駅